# Fantazjowanie
W psychologii fantazjowaniem nazywa się mechanizm obronny, który może być rozumiany jako:
- impuls do działania
- zaspokojenie pragnień w wyobraźni
- myślenie obrazowe
- forma myślenia autystycznego
- jeden ze składników marzeń sennych

Najczęściej fantazjowanie jest opisywane jako odwrócenie uwagi od konkretnego zadania i zwrócenie jej na własne reakcje wyzwolone pod wpływem bodźców zewnętrznych. Fantazjowanie dzielimy na obronne – nieproduktywne i adaptacyjne – produktywne.
Jako mechanizm obronny spełnia następujące funkcje:
- stanowi sposób radzenia sobie z frustracją poprzez dostarczenie zastępczej gratyfikacji, dzięki czemu osoba ucieka lub oswaja się z obiektem rodzącym lęk (np. zamiłowanie dzieci do wielokrotnego słuchania tych samych przerażających bajek)
- stanowi sposób rozwiązywania konfliktów
- stanowi obronę przed nieakceptowanym zachowaniem

Singer – traktował fantazjowanie jako pozytywny poznawczy składnik osobowości. 
W skrajnych przypadkach fantazjowanie może być oznaką zaburzeń psychicznych, np. zaburzeń osobowości (zwłaszcza schizoidalnych), depresji, autyzmu czy schizofrenii. Fantazje są wówczas wyjątkowo rozbudowane i dziwne, powodują osłabienie i utratę chęci nawiązywania kontaktów z ludźmi, osoba spędza większość czasu we własnym wymyślonym świecie.